# Iziko South African Museum
Het Iziko South African Museum is een natuurhistorisch museum in het Zuid-Afrikaanse Kaapstad. Het museum is in 1825 gesticht. Afkortingen voor het museum zijn SAM, SAMC en SAMCT.

## Geschiedenis
Het Iziko South African Museum werd in 1825 gesticht. In 1897 verhuisde het naar de huidige locatie ten zuiden van de Compagnietuin tussen Queen Victoria Street en Government Avenue. 

## Collectie

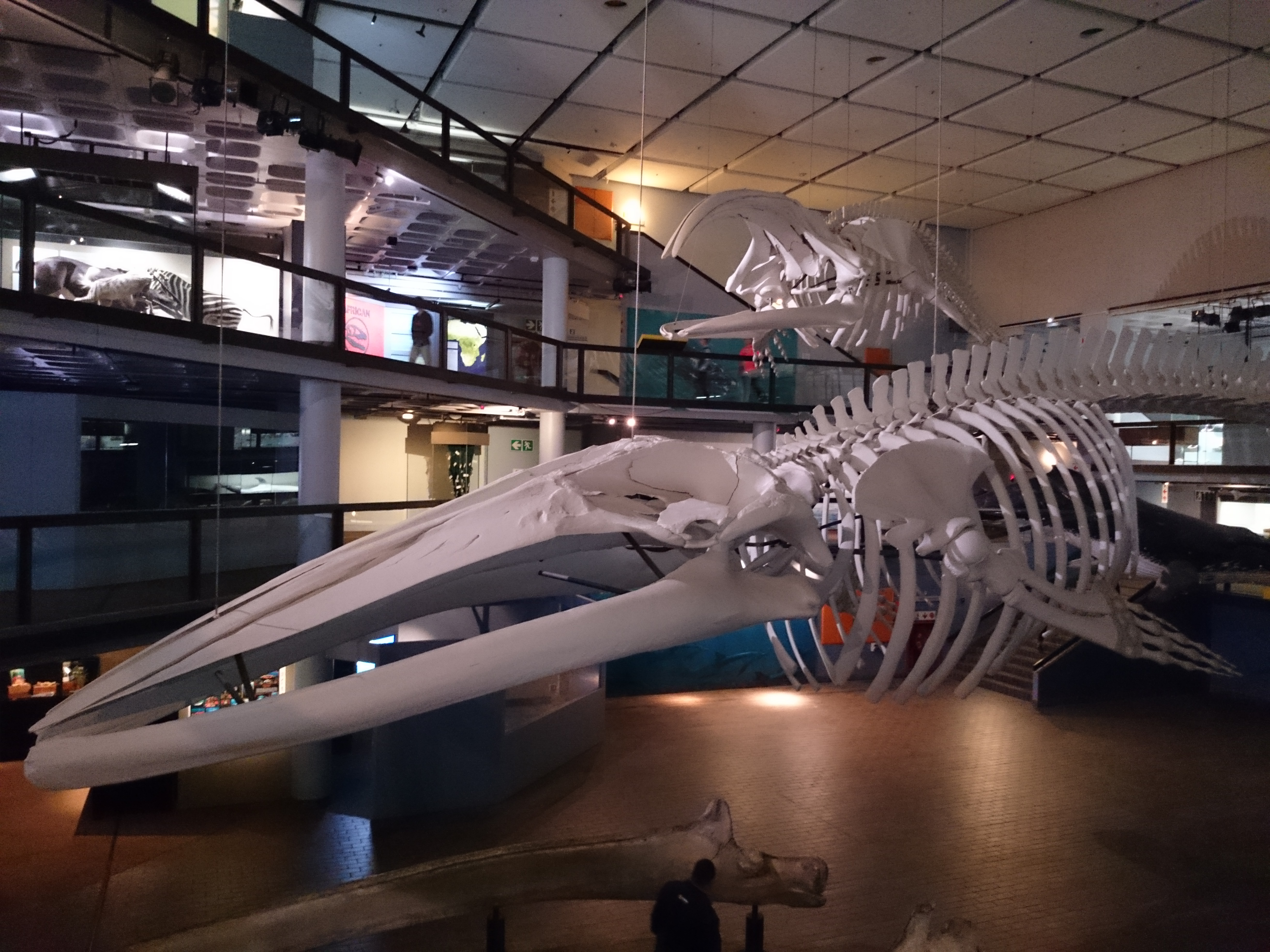
Walvisskeletten in "Whale Well"

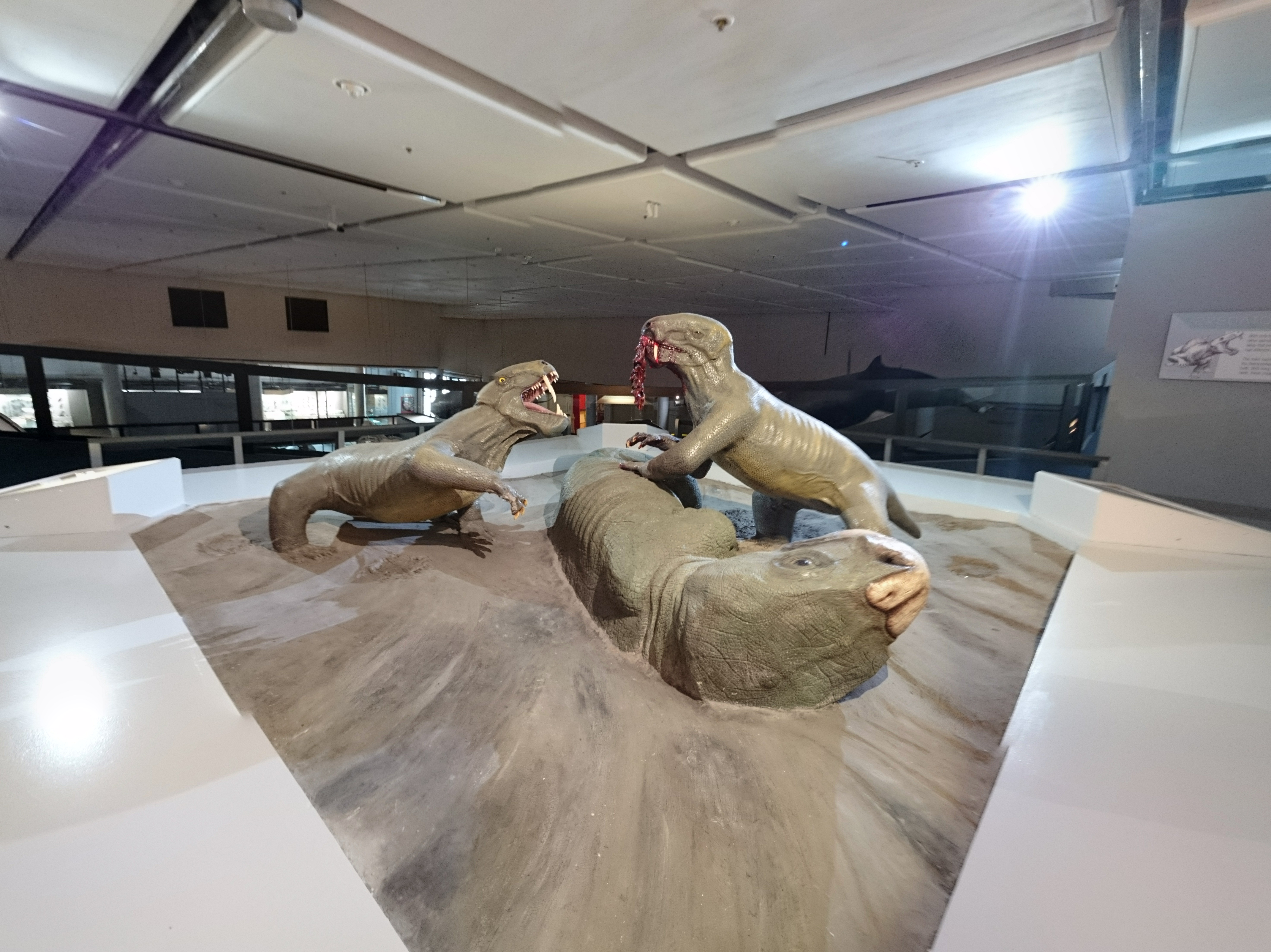
Diorama met tweetal Gorgonops met een gedode Oudenodon

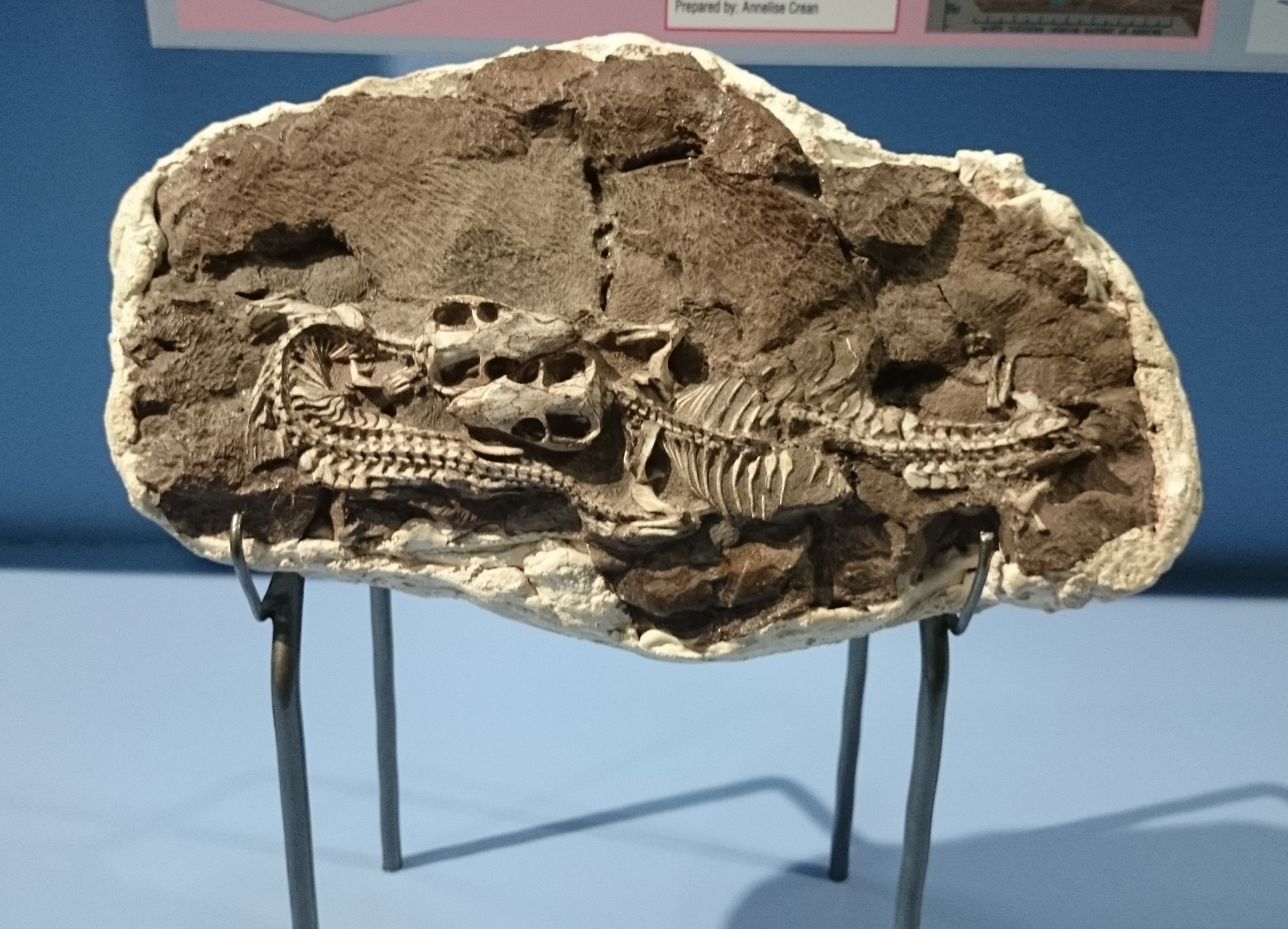
Fossiel van Thrinaxodon

Het Iziko South African Museum heeft permanente en tijdelijke exposities op het cultuurhistorisch en natuurhistorisch gebied. De verzamelingen bestaan onder meer uit fossielen van bijna 700 miljoen jaar oud en een grote verzameling vlinders.

### Antropologie
Op de begane grond bevinden zich de antropologische secties, waarin aandacht wordt besteed aan de ouder culturen van zuidelijk Afrika. Er zijn onder meer rotstekeningen en aardewerk van meer dan 2500 jaar oud uit Mpumalanga te zien.

### Astronomie
Op de eerste etage van het museum bevindt zich de afdeling astronomie. Er is ook een planetarium.

### Zoölogie
Verschillende delen van het Iziko South African Museum richten zich op de hedendaagse fauna van Zuid-Afrika. Op de eerste etage zijn zalen met opgezette reptielen, vogels en zoogdieren. Het merendeel betreft inheemse soorten. De reptielen zijn in een aantal diorama's op basis van biotoop tentoongesteld. Het tweede deel van de zoogdierafdeling richtte zich op de bewoners van de Afrikaanse savanne met grote vitrines over onder andere roofdieren, aaseters, grazers en holenbewonende dieren. Ook is een opgezette veulen van de quagga, een uitgestorven ondersoort van de steppezebra, te zien op deze etage van het museum. In de kelder van het museum bevindt zich "Whale Well" met skeletten van een blauwe vinvis en een potvis en verder modellen van diverse zeedieren.

### Paleontologie

#### Boonstra Dioramas
Direct achter de ingang van het Iziko South African Museum bevonden zich van 1959 tot 2019 de "Boonstra Dioramas". In deze zaal bevonden zich verschillende diorama's met modellen van uitgestorven dieren uit het Midden-Perm van Zuid-Afrika. Deze modellen waren geïnspireerd door de vondsten van paleontoloog Lieuwe Dirk Boonstra uit de twintigste eeuw. De getoonde dieren zijn bekend uit de Tapinocephalus Assemblage Zone van de Karoo en betreft onder meer de therapsiden Moschops, Jonkeria en Diictodon en de pareiasauriër Bradysaurus. Omdat de diorama's wetenschappelijk niet meer accuraat waren, werd besloten de tentoonstelling te ontmantelen.

#### African Dinosaurs
Op de eerste etage van het museum bevindt zich naast de zoölogische zalen "African Dinosaurs" met modellen van Syntarsus, Massospondylus en Heterodontosaurus en fossielen van dinosauriërs, pterosauriërs, krokodillen en basalere archosauriërs zoals de Zuid-Afrikaanse Euparkeria en Proterosuchus. 

#### Stone Bones of the Ancient Karoo
De bovenste etage van het Iziko South African Museum omvat de expositie "Stone Bones of the Ancient Karoo" met fossielen van dinocephaliërs, dicynodonten, gorgonopsiërs,  cynodonten en tijdgenoten uit het Laat-Perm en Vroeg-Trias, evenals enkele modellen. Van onder meer Anteosaurus, Diictodon, Lystrosaurus, Gorgonops, Procynosuchus en Thrinaxodon zijn fossielen te zien in dit deel van het museum.